# Joshua Schwirten
Joshua Schwirten (* 7. Januar 2002 in Bergisch Gladbach) ist ein deutscher Fußballspieler. Seit 2024 steht er bei Roda JC Kerkrade in den Niederlanden unter Vertrag.

## Karriere

### Verein
Schwirten spielte in der Jugend zunächst für den TuS Immekeppel und wechselte zur Saison 2009/10 in das Nachwuchsleistungszentrum des 1. FC Köln. Er durchlief alle Jugendmannschaften des 1. FC Köln und holte im Juli 2019 mit der U17 die Deutsche Meisterschaft der B-Junioren.
Zur Spielzeit 2020/21 rückte der Mittelfeldspieler innerhalb des Vereins von der U19 in die U21 auf, in der er am 3. April 2021 beim 2:1-Sieg gegen den SV Bergisch Gladbach 09 sein Debüt in der Regionalliga West feierte. Bereits in seinem zweiten Einsatz beim 5:2 gegen den VfB Homberg erzielte er seinem ersten Treffer in der Regionalliga West. In der Saison 2021/22 absolvierte er 22 Spiele für die U21 des 1. FC Köln in der Regionalliga, in denen er sieben Tore erzielte und vier Torvorlagen beisteuerte. Im Februar 2021 verlängerte er seinen Vertrag beim 1. FC Köln mit einer Laufzeit bis zum 30. Juni 2023. In der Saison 2022/23 kam Schwirten auf 29 Einsätze und erzielte elf Scorerpunkte.
Zur Saison 2023/24 wechselte Schwirten zum Drittligisten FC Erzgebirge Aue. Er debütierte am dritten Spieltag beim Heimspiel gegen des SV Sandhausen und erzielte den Siegtreffer zum 2:1-Endstand. Doch schon ein Jahr später schloss er sich dem niederländischen Zweitligisten Roda JC Kerkrade an.

### Nationalmannschaft
Schwirten spielte für die Deutsche U20-Nationalmannschaft. Er wurde im Mai 2021 erstmalig von Nationaltrainer Christian Wörns für die Deutsche U20-Auswahl nominiert. Sein Debüt feierte er am 11. Oktober 2021 in der U20 Elite League beim 4:0 gegen Rumänien, hier wurde er in der 80. Minute für Merlin Röhl eingewechselt. Seinen zweiten Einsatz für die Deutsche U20-Nationalmannschaft feierte Joshua Schwirten am 29. März 2022 in der U20 Elite League gegen England. In dem Spiel wurde er in der 71. Minute für Nick Woltemade eingewechselt.

## Erfolge
- Meister der B-Junioren-Bundesliga mit dem 1. FC Köln: 2019